# 데보라 팔라벨라
데보라 팔라벨라(Débora Falabella, 1979년 2월 22일 ~ )는 브라질의 배우이다. 2005 브라질 영화대상 여우주연상 수상자이다.

## 출연 작품
- 이터널 선 (2016)
- 라 돌로로사 (2008)